# بریمستون
خشم خدا (به انگلیسی: Brimstone) یک فیلم وسترن هلندی فرانسوی به نویسندگی و کارگردانی مارتین کولهون است. از بازیگران این فیلم می‌توان به داکوتا فانینگ، گای پیرس، کیت هرینگتون و کاریس فن هاوتن اشاره کرد. 
لیز(داکوتا فانینگ) توسط کشیشی کینه‌توز به جرمی که هرگز مرتکب نشده متهم می‌شود و حالا برای بقا و حفاظت از دخترش باید به مبارزه بپردازد. خشم خدا برای کسب جایزهٔ شیر طلایی در هفتادوسومین جشنواره فیلم ونیز به نمایش درآمد.